# Das Brandenburger Tor
Das Brandenburger Tor ist ein Singspiel in einem Akt von Giacomo Meyerbeer (Musik) mit einem Libretto von Johann Emanuel Veith. Es wurde 1814 zur Feier des Sieges der preußischen Truppen über Napoleon für eine Aufführung im Königlichen Nationaltheater in Berlin komponiert, zu der es jedoch nicht kam. Die Uraufführung fand erst am 5. September 1991 im Kammermusiksaal des Schauspielhauses Berlin statt.

## Handlung
Da die gesprochenen Dialoge nicht erhalten sind, basiert die folgende Inhaltsangabe mit einigen Unsicherheiten auf dem Text der Gesänge im Partiturmanuskript.
Zu Beginn sind im Hintergrund der Bühne ländliche Szenen zu sehen. Es ist früher Morgen. Bauern, Hirten und Jäger machen sich auf den Weg zu ihrer jeweiligen Arbeit. Der Unterweldwebel Schroll holt seine Trommel aus dem Haus und bittet den jungen Soldaten Christoph, die Bevölkerung zusammenzutrommeln („Ei! so wollt ich, ei! so möcht’ ich“). Am Brandenburger Tor wird die Rückkehr des preußischen Königs nach dem Sieg über Napoleon erwartet. Das Volk jubelt den einmarschierenden Landwehrmännern zu (Chor: „Mit heiterm frohen Blut“). Während des Ritornells werden einzelne Gruppen auf Beobachtungsposten zur Landstraße gesandt. Schroll erinnert sich an seine Zeit während des Siebenjährigen Kriegs, als er im Kampf einen Fuß verlor und von Friedrich dem Großen persönlich in die Heimat entlassen wurde (Romanze: „Ich stand im Lager bei dem Zelt“). Sein Sohn Wilhelm erzählt begeistert von der Schlacht bei Paris und dem Bund der drei Herrscher Alexander I. von Russland, Friedrich Wilhelm III. von Preußen und Franz I. von Österreich sowie ihrer Feldherrn Blücher, Gneisenau und Yorck gegen Napoleon (Couplets und Terzett mit Chor: „Im festen Bund, in dichten Reih’n“). Wilhelm liebt Staudts Tochter Luise, die aber einen anderen Mann zu bevorzugen scheint. Weil er glaubt, das es an dessen Uniform liegt, tritt er gleichfalls in die Armee ein (Lied: „Ein hübscher junger Mann ist er“). Nachdem Wilhelm mit Luise einig geworden ist, bittet er ihren Vater um ihre Hand. Staudt will seine Tochter aber nicht einem Soldaten zur Frau geben (Quintett: „Ach wagt ihr so zu sprechen“). Luise und Wilhelm beklagen diese Entscheidung. Luise weist Wilhelm auf die umjubelte Ankunft des Königs hin, den sie wie einen Vater verehrt (Rondo: „Soll uns nicht die Lust beleben“). Schließlich verkündet ein Trommler die Enthüllung der aus Paris zurückgeführten Quadriga auf dem Brandenburger Tor („Er kommt – Enthüllet ist das Siegeszeichen“). Jeder Zwiespalt ist vergessen, als alle dem König entgegen eilen. Schroll beendet die Oper mit einem patriotischen Lied, in das auch der Chor einfällt (Schlussgesang: „Wohl mir, daß ich ein Preuße bin“).

## Gestaltung
Von den neun Musiknummern beziehen sich sechs auf das militärische Leben. Sie enthalten Märsche, Signale, militärische und patriotische Gesänge, beinhalten aber auch die Hoffnung auf Frieden. Die drei Mittelsätze dagegen sind nachdenklicher und persönlicher gehalten.:40f

### Orchester
Die Orchesterbesetzung umfasst die folgenden Instrumente:
- Holzbläser: Flöte, Oboen, Klarinetten in C, Fagotte
- Blechbläser: zwei Hörner in G, zwei Hörner in D
- Streicher: Violinen 1, Violinen 2, Bratschen, Violoncelli, Kontrabässe

### Musiknummern
Das Singspiel enthält die folgenden Musiknummern:
- Nr. 1. Mehrstimmiges Gesangsstück: „Ei! so wollt ich, ei! so möcht’ ich“
- Nr. 2. Marsch und Chor: „Mit heiterm frohen Blut“
- Nr. 3. Romanze: „Ich stand im Lager bei dem Zelt“
- Nr. 4. Couplets und Terzett mit Chor: „Im festen Bund, in dichten Reih’n“
- Nr. 5. Lied: „Ein hübscher junger Mann ist er“
- Nr. 6. Quintett: „Ach wagt ihr so zu sprechen“
- Nr. 7. Rondo: „Soll uns nicht die Lust beleben“
- Nr. 8. Mehrstimmiges Gesangsstück: „Er kommt – Enthüllet ist das Siegeszeichen“
- Nr. 9. Schlussgesang: „Wohl mir, daß ich ein Preuße bin“

## Werkgeschichte
Giacomo Meyerbeer komponierte sein Singspiel Das Brandenburger Tor für die Siegesfeier, die nach dem Sieg über Napoleon 1814 in Berlin stattfand. Da Carl Maria von Webers Vertonung von Theodor Körners patriotischer Gedichtsammlung Leyer und Schwerdt dort bereits großen Eindruck hinterlassen hatte, war es Meyerbeers Familie wichtig, dass auch er Anteil an der nationalen Freiheitsbewegung nahm. Versuche, von Johann Wolfgang von Goethe einen passenden Text zu erhalten, scheiterten jedoch, obwohl sie  von Carl Friedrich Zelter und August Wilhelm Iffland unterstützt wurden. Das Libretto verfasste schließlich Johann Emanuel Veith.:38 Es behandelt die Enthüllung der Quadriga auf dem Brandenburger Tor, die 1806 als Trophäe nach Paris verbracht worden war und nach dem Einmarsch der preußischen Armee in Paris am 31. März 1814 nach Berlin zurückbracht wurde (→ Brandenburger Tor#Die Quadriga in Paris).
Meyerbeer komponierte die Musik in aller Eile innerhalb von vierzehn Tagen, wie er seinem Lehrer Aaron Wolfsson am 3. August schrieb.:38 Zu der im Königlichen Nationaltheater in Berlin geplanten Uraufführung kam es jedoch nicht. Die Partitur kam zu spät in Berlin an. Meyerbeer erfuhr aus der Zeitung, dass der preußische König bereits im Juli nach Wien abgereist war und somit das Werk gar nicht mehr in Berlin hören konnte. Er selbst hatte ebenfalls bereits das Interesse daran verloren, möglicherweise weil der zum Ausdruck gebrachte Nationalismus nicht seinen wirklichen Gefühlen entsprach. Als er in Berlin eintraf, war die Quadriga bereits enthüllt worden.:40f
Bei einem späteren Besuch in Berlin 1823 bemühte sich Meyerbeer vergeblich um eine Aufführung im Königsstädtischen Theater. Erst fast zwei Jahrhunderte später, am 5. September 1991, kam es anlässlich seines zweihundertsten Geburtstags zur Uraufführung im Kammermusiksaal des Schauspielhauses Berlin. Es sangen Edmund Mangelsdorf (Schroll), Julian Metzger (Wilhelm), Joachim Heyer (Staudt), Stephanie Möller (Luise), Friedemann Körner (Christoph) und Dietrich Wagner (Offizier und Trommler). Habakuk Traber spielte Klavier. Die musikalische Leitung hatte Werner Kotsch.:41
Das Sujet der Napoleonischen Kriege griff Meyerbeer in seiner am 18. März 1831 in München uraufgeführten Kantate Der Bayerischer Schützen-Marsch auf einen Text von König Ludwig I. noch einmal auf.:20